# La tía Julia y el escribidor (telenovela)
La tía Julia y el escribidor es una telenovela colombo-peruana producida por RTI Televisión y Panamericana Televisión para la Primera Cadena en 1981 y siendo dirigida por David Stivel. Se trata de una versión libre de la obra literaria homónima, escrita por el peruano Mario Vargas Llosa.
Fue protagonizada por la actriz peruana Gloria María Ureta, el galán colombiano Víctor Mallarino y el director Pepe Sánchez.
Contó con 101 episodios de 30 minutos cada uno y sólo el final fue de una hora. Fue transmitida dos veces en la TV estatal de Colombia. La primera en 1981 y 
la segunda en 1991, luego de 10 años de haber sido producida.

## Reparto
- Delfina Guido
- Gloria María Ureta como Julia
- Carlos Muñoz como Pedro Camacho, El Escribidor
- Víctor Mallarino como Mario
- Pepe Sánchez .... Tío Lucho
- Karina Laverde ....
- Juan Harvey Caicedo
- Chela del Río
- Consuelo Luzardo .... Tía Olga
- Silvio Ángel
- Lucy Martínez
- Gaspar Ospina
- Humberto Arango
- Helena Mallarino .... Nancy
- Hugo Pérez ....
- Chela Arias .... Isabel
- Sofía Morales .... Dulcelina
- Luis Eduardo Arango .... Genaro Jr
- Hernando Casanova
- Alberto Saavedra
- Mario Ruiz
- Lucero Galindo